# Milan Bakić Baja
Milan Bakić-Baja (Bjelovar, 10. svibnja 1913. – Sabirni logor Jadovno na Velebitu, 1941.) je hrvatski komunist srpskoga podrijetla. Rođen je u građanskoj obitelji. Imao je četvoricu braće: Aleksandra, Vojina (cijenjeni kipar), Nikolu i Slobodana te sestru Dušanku. Bakić je završio Srpsku osnovnu školu i Državnu realnu gimnaziju u Bjelovaru. Kao đak bjelovarske gimnazije, kasnije student prava, Bakić je bio jedan od najutjecajnijih članova Jugosokola, u kojemu su tada počela prevladavati ljevičarska stremljenja. God. 1935. učlanio se u Partiju. Pošto je diplomirao pravo, a nije se odmah mogao zaposliti kao pravnik, prihvatio je mjesto gruntovničara kod Kotarskoga suda u Ludbregu.
Tijekom mjeseca srpnja 1937. u Bjelovaru je osnovan Okružni komitet Komunističke partije Hrvatske od 5 članova. Prvi tajnik je bio Milan Bakić Baja. God. 1939. Okružni komitet je bio preustrojen, a dužnost tajnika preuzeo je Kasim Čehajić Turčin, postolarski radnik. Njegov je brat Slobodan bio tajnik Okružnog komiteta Saveza komunističke omladine Jugoslavije u Bjelovaru od 1938. do 1940.
Bakić je uhićen 5. svibnja 1941. godine i odveden u ustaški logor „Danica“ odakle je u ljeto bio transportiran sa skupinom Srba u Sabirni logor Jadovno u Lici, gdje je ubijen.
Po njemu je nekoć nosila ime II. osnovna škola u Bjelovaru.